# Телеолошко објашњење
Телеолошко објашњење је објашњење појава које узима сврху или циљ као разлог делања. Зашто неко нешто чини може се знати тек када се открије сврха тог понашања.